# حاكم عام

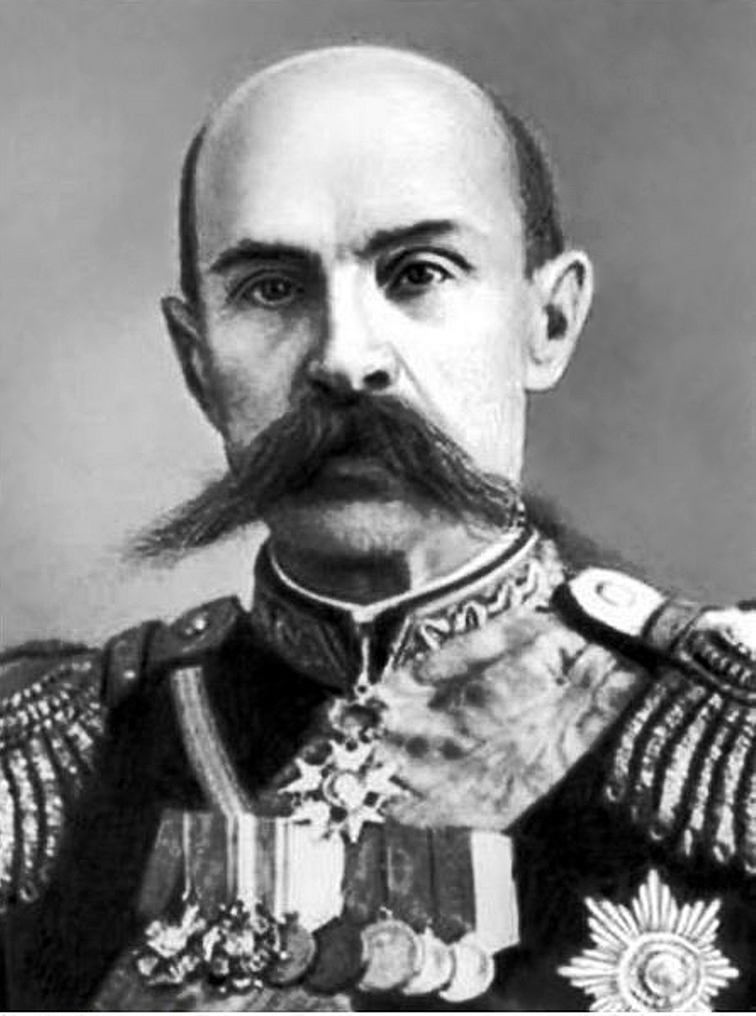

الحاكم العام هو ممثل الملك والدولة في منطقة تابعة سيادياً أو إسمياً (مستعمرة)، حالياً يعيين الحاكم العام من إحدى دول الكومنولث من طرف الملكة بالاستشارة مع حكومة تلك الدولة.

## الاستعمار البريطاني والحكام العامين
في القرن التاسع عشر كان المحافظ العام من الرعايا البريطانيين في مناطق التابعة لـ التاج البريطاني، ويقدم المشورة لـ الحكومة البريطانية، فضلا عن «كونه ممثل الملك» وكذلك الفصل في السلطة التنفيذية في ذلك البلد ويمكن للحاكم العام في المستعمرة المعنية بممارسة بعض الوظائف والواجبات مثل استخدام أو حجب الموافقة الملكية لـ التشريعات، ويظهر التاريخ أمثلة كثيرة لاستخدام الحكام العامة والسلطات التنفيذية حق من هذه الحقوق.
كان الحاكم العام أيضا قائدا للقوات المسلحة في ذلك البلد ليمارس سلطة الإبقاء على نظام القائم.

## منصب الحاكم العام حالياً في الكومنولث

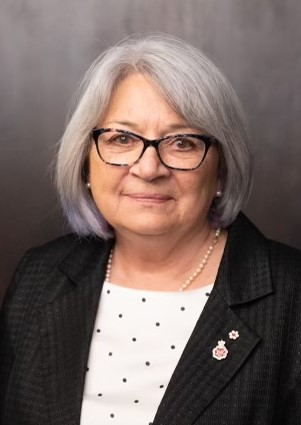
ماري سيمون، الحاكم العام لكندا في لندن، 2022

صدر النظام الأساسي وستمنستر لعام 1931 المنظم لستقلال المستعمرات البريطانية، والعلاقات الحكومية مع حكومة المملكة المتحدة وحدفت اسم المندوب السامي البريطاني في كل بلد وأتبعته بوصف الحاكم العام.
إن الواقع السياسي أضهر ان الحكومة البريطانية لم تعد لها صلة بمستعمرات السابقة وهي كندا وأستراليا ونيوزيلندا وغيرها، لذلك أبقي منصب الحاكم العام كممثل شخصي فقط للملكة ويختار على هذا الشكل: الحاكم العام لكندا تعينه الملكة في كندا بناء على نصيحة رئيس الوزراء الكندي. الحاكم العام لاستراليا ويعين من قبل الملكة في أستراليا بناء على نصيحة رئيس الوزراء الأسترالي، والحاكم العام لنيوزيلندا ويعين من قبل الملكة في نيوزيلندا بناء على نصيحة من رئيس الوزراء الجديد نيوزيلندا، وما إلى ذلك وله صلاحيات دستورية حسب البلد وتمثل الملكة رأس الدولة، يقوم الحاكم أيضا بتمثيل البلاد في مناسبات الوطنية والديبلوماسية ويقلد بالأوسمة الملكية وصلاحيات أخرى.

## تاريخ البدأ بهذا المنصب في الكومنولث
دول تعتبر الملكة إليزابيث الثانية رأس الدولة وتمثل بحاكم عام هي:
- أنتيغوا وبربودا سنة 1981
- أستراليا سنة 1901
- جزر البهامس سنة 1973
- بليز سنة 1981
- كندا سنة 1867
- غرينادا سنة 1974
- جامايكا سنة 1962
- نيوزيلندا سنة 1917
- بابوا غينيا الجديدة سنة 1975
- سانت كيتس ونيفيس سنة 1983
- سانت لوسيا سنة 1979
- سانت فنسينت والجرينادينز سنة 1979
- جزر سليمان سنة 1978
- توفالو سنة 1978